# Doctrina del destino manifiesto

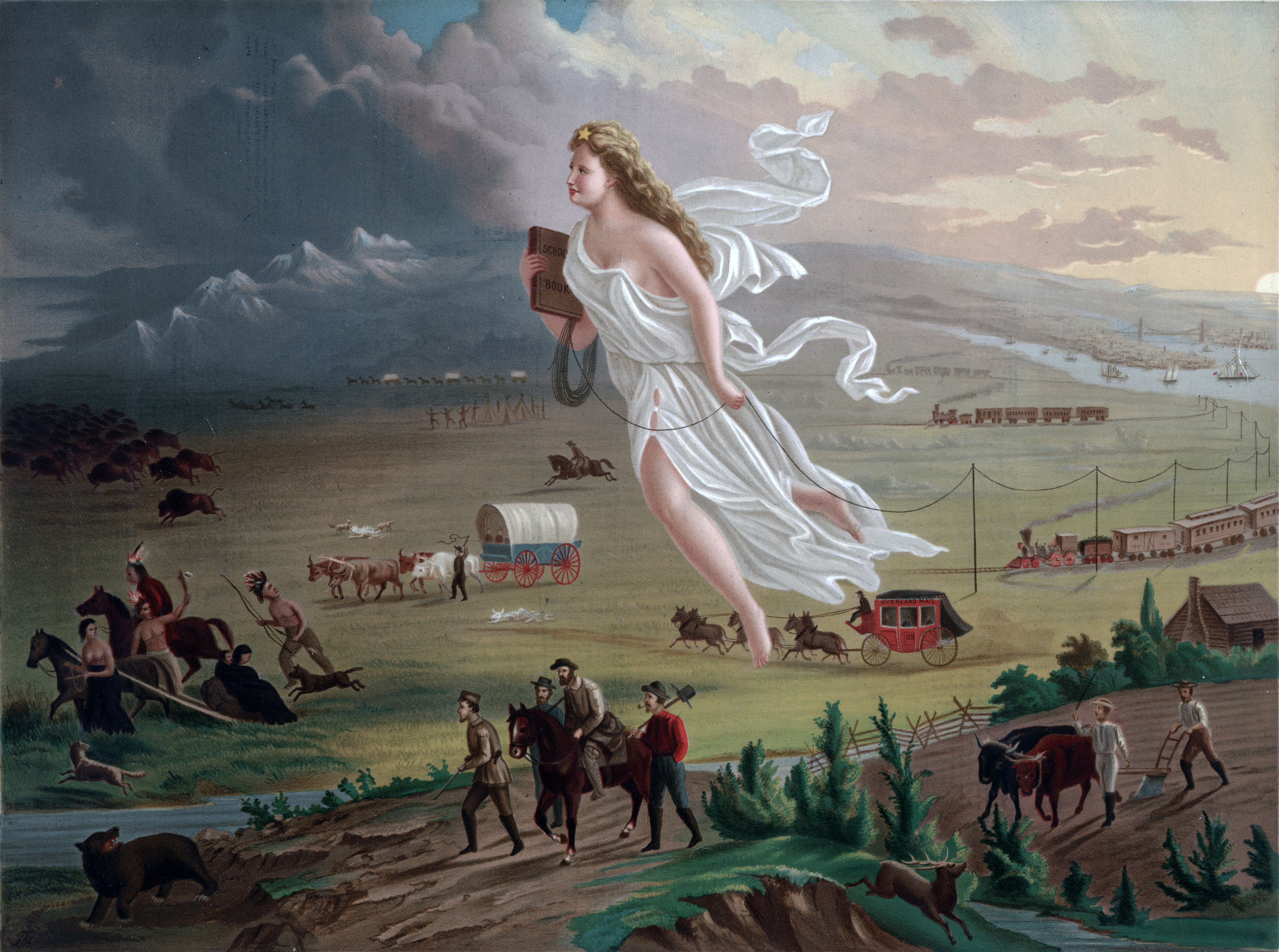
Cuadro de John Gast (alrededor de 1871) titulado El Progreso Estadounidense. Es una representación alegórica del Destino Manifiesto. En la escena, una mujer angelical (a veces identificada como Columbia, una personificación del de Estados Unidos) lleva la luz de la civilización hacia el oeste junto a los colonizadores, tendiendo líneas telegráficas y de ferrocarril mientras viaja. Los amerindios y animales salvajes huyen en la oscuridad hacia el incivilizado Oeste.

El destino manifiesto fue una doctrina sobre la cual Estados Unidos cimentó su política expansionista por Norteamérica durante el siglo XIX. Se fundamentaba en considerar a este país como una nación «elegida» y destinada a expandirse desde las costas del Atlántico hasta el Pacífico; forma parte del llamado mito de la frontera. En este contexto se desarrolló, por ejemplo, la guerra contra México (1846) para anexar sus territorios del norte (Texas, California, Nuevo México, Arizona, Nevada, Utah y Colorado) y la guerra contra España (1898) para apoderarse de Puerto Rico e intervenir en Cuba y las Filipinas con esperanza de colonizarlas. Se usa también para justificar otras adquisiciones territoriales. Los partidarios de esta ideología creen que la expansión no solo es buena, sino también obvia (manifiesta) y certera de la predestinación calvinista. Esta ideología podría resumirse en la frase «Por la Autoridad Divina o de Dios». 

## Origen de la expresión
El origen del concepto del «destino manifiesto» se podría remontar a la época en que comenzaron a llegar los primeros colonos y granjeros desde Inglaterra y Escocia al territorio de lo que más tarde serían los Estados Unidos. En su mayoría eran protestantes y puritanos.
Un ministro puritano de nombre John Cotton, en 1630 afirmó lo siguiente:

Ninguna nación tiene el derecho de expulsar a otra, si no es por un designio especial del cielo como el que tuvieron los israelitas, a menos que los nativos obraran injustamente con ella. En este caso tendrán derecho a librar, legalmente, una guerra con ellos y a someterlos.

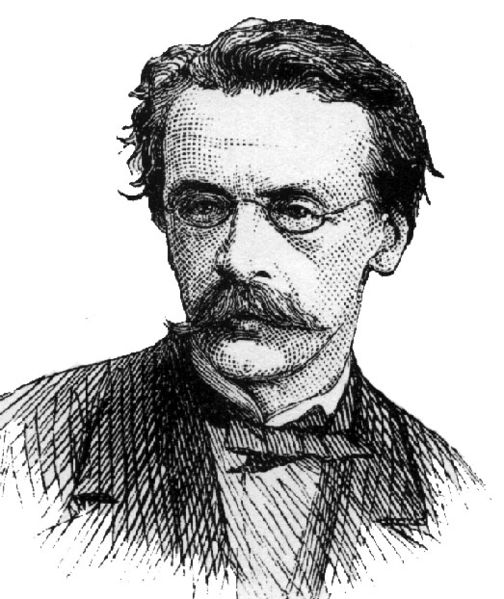
John L. O'Sullivan, dibujado en 1874. De joven fue un influyente columnista. Sin embargo, hoy día es generalmente recordado por el dicho «El Destino manifiesto» para defender la anexión de Texas y Oregón.

Para remontarse al origen de los debates sobre la apropiación territorial, como las que postula el Planisferio de Cantino, es posible extenderse a los orígenes de la locución «destino manifiesto». Aparece por primera vez en el artículo «Anexión» del periodista John L. O'Sullivan, publicado en la revista Democratic Review de Nueva York, en el número de julio-agosto de 1845. En él se decía:

El cumplimiento de nuestro destino manifiesto es extendernos por todo el continente que nos ha sido asignado por la Providencia, para el desarrollo del gran experimento de libertad y autogobierno. Es un derecho como el que tiene un árbol de obtener el aire y la tierra necesarios para el desarrollo pleno de sus capacidades y el crecimiento que tiene como destino.

Esto último es idéntico, pero anterior, al controvertido concepto del «espacio vital» tantas veces reiterado en Mi lucha de Adolf Hitler, quien veía en los estados eslavos un territorio para ocupar por parte de la raza aria. La segunda interpretación de O'Sullivan de la frase se dio en una columna aparecida en el New York Morning News, el 27 de diciembre de 1845, donde O'Sullivan, refiriéndose a la disputa con Gran Bretaña por Oregón, sostuvo que:

Y esta demanda está basada en el derecho de nuestro destino manifiesto a poseer todo el continente que nos ha dado la Providencia para desarrollar nuestro gran cometido de libertad y autogobierno.

## Utilizaciones y emulaciones posteriores

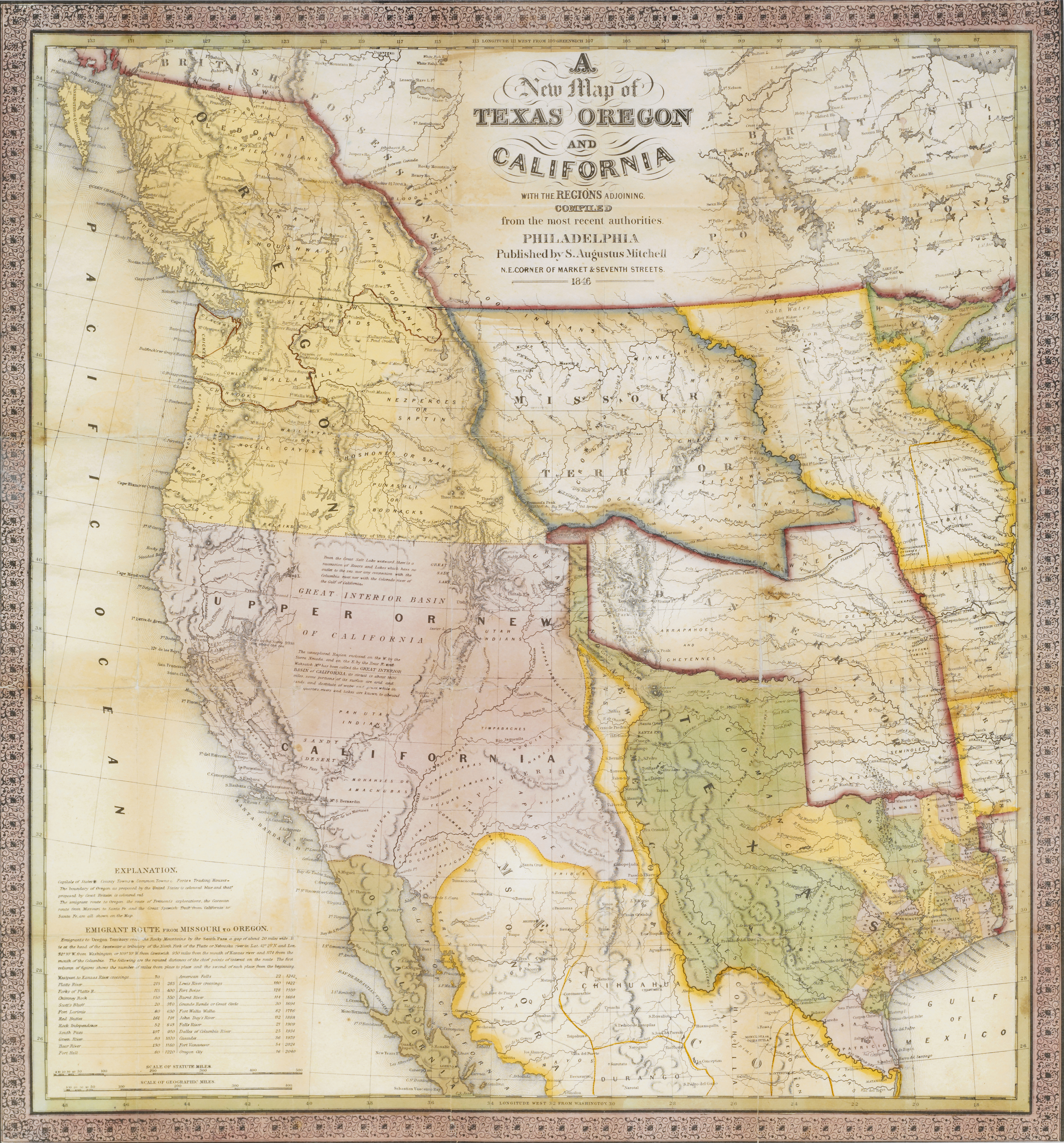
A New Map of Texas, Oregon, and California, Samuel Augustus Mitchell, 1846

### En Estados Unidos
El historiador William E. Weeks ha puesto de manifiesto la existencia de tres temas usados por los defensores del Destino Manifiesto:
1. La virtud de las instituciones y los ciudadanos de EE. UU.
2. La misión para extender estas instituciones, rehaciendo el mundo a imagen de los EE. UU.
3. La decisión de Dios de encomendar a los EE. UU. la consecución de esa misión.

La descripción del presidente Abraham Lincoln de los Estados Unidos como «la última y mejor esperanza sobre la faz de la Tierra» es una expresión muy conocida de esta idea. Lincoln era un puritano y gran conocedor de los preceptos bíblicos, sus discursos eran casi salmos de un carácter muy convincente para los congresistas de la naciente república unificada.[cita requerida]
A partir de este supuesto, los Estados Unidos anexan los territorios de Texas (1845), California (1848) e invaden México (1846), en lo que sería la guerra México-Estados Unidos. Como consecuencia, los Estados Unidos se apropian de Colorado, Arizona, Nuevo México, Nevada, Utah y partes de Wyoming, Kansas y Oklahoma, en total 2 millones 100 mil kilómetros cuadrados —el 55 % del territorio mexicano de entonces—, lo que se dio en llamar «la cesión mexicana». A cambio, los Estados Unidos se comprometieron a pagar 15 millones de dólares.
Después se ha citado en muchas otras ocasiones este Destino manifiesto tanto a favor como en contra de otras intervenciones militares.
La locución se revivió en la década de 1890, principalmente por los Republicanos, como una justificación teórica para la expansión estadounidense fuera de América del Norte. También fue empleado por los encargados de la política exterior de EE. UU. en los inicios del siglo XX. Algunos comentaristas consideran que determinados aspectos de la Doctrina del Destino manifiesto, particularmente la creencia en una «misión» estadounidense para promover y defender la democracia a lo largo del mundo, continúa teniendo una influencia en la ideología política estadounidense.
Uno de los ejemplos más claros de la influencia del concepto de Destino Manifiesto se puede apreciar en la declaración del presidente Theodore Roosevelt en su mensaje anual de 1904.

Si una nación demuestra que sabe actuar con una eficacia razonable y con el sentido de las conveniencias en materia social y política, si mantiene el orden y respeta sus obligaciones, no tiene por qué temer una intervención de los Estados Unidos. La injusticia crónica o la importancia que resultan de un relajamiento general de las reglas de una sociedad civilizada pueden exigir que, en consecuencia, en América o fuera de ella, la intervención de una nación civilizada y, en el hemisferio occidental, la adhesión de los Estados Unidos a la Doctrina Monroe (basada en la frase «América para los americanos») puede obligar a los Estados Unidos, aunque en contra de sus deseos, en casos flagrantes de injusticia o de impotencia, a ejercer un poder de policía internacional.

El presidente Woodrow Wilson continuó la política de intervencionismo de EE. UU. en  América e intentó redefinir el Destino Manifiesto con una perspectiva mundial. Wilson llevó a los Estados Unidos a la Primera Guerra Mundial con el argumento de que «El mundo debe hacerse seguro para la democracia». En 1920 en su mensaje al Congreso, después de la guerra, Wilson declaró:

... Yo pienso que todos nosotros comprendemos que ha llegado el día en que la Democracia está sufriendo su última prueba. El Viejo Mundo simplemente está sufriendo ahora un rechazo obsceno del principio de democracia (...). Éste es un tiempo en el que la Democracia debe demostrar su pureza y su poder espiritual para prevalecer. Es ciertamente el destino manifiesto de los Estados Unidos de realizar el esfuerzo para que este espíritu prevalezca.

La versión de Wilson del Destino Manifiesto era un rechazo del expansionismo y un apoyo al principio de libre determinación, dando énfasis a que Estados Unidos tenían como misión ser un líder mundial para la causa de la democracia. Esta visión estadounidense de sí mismo como el líder del mundo libre crecería más fuerte en el siglo XX después de la Segunda Guerra Mundial.
Sin embargo, en la guerra de Vietnam, esta idea de ser los estadounidenses un pueblo diferente a los demás y perseguir unos ideales más elevados que la mera codicia o expansión demográfica, se vio seriamente dañada por el hecho de apoyar a gobiernos dictatoriales, con generales que llegan a proclamar en público su admiración por Hitler, realizar bombardeos masivos o cometer matanzas contra la población civil indefensa. Otras publicaciones como Nam, Crónica de la guerra de Vietnam van aún más lejos afirmando que la guerra del sureste asiático fue el fin de esta idea.

### En otras naciones
Movimientos y tesis posteriores de otros países y gobiernos han guardado paralelismo en el fondo o en la forma con el destino manifiesto, como la Marcha hacia el Oeste de Brasil, el espacio vital alemán, etcétera.

## Consecuencias en Latinoamérica
En Latinoamérica, Estados Unidos intervino militarmente en 1824 en Puerto Rico, en 1845 y 1847 en México, en 1857 en Nicaragua, en 1860 en Panamá y nuevamente en Nicaragua. A tal punto que, en 1847, los gobiernos de Chile, Bolivia, Ecuador, Nueva Granada (Colombia) y Perú se reunieron en Lima para analizar las cuestiones planteadas por semejante intervencionismo.
En 1898, tras vencer a las tropas españolas tras una “espléndida pequeña guerra”, como la llamó Theodore Roosevelt, las fuerzas armadas estadounidenses se apoderaron también de Puerto Rico. Mediante el Tratado de París del 10 de diciembre de 1898, España renuncia también a Cuba y a Filipinas.
Bajo la presión de la ocupación militar, Cuba “liberada” debe incorporar un apéndice a su Constitución, la Enmienda Platt, aprobada por el Senado estadounidense en 1901. En virtud de dicha enmienda, La Habana debe aceptar el derecho de intervención de Estados Unidos para “preservar la independencia cubana” (sic), y mantener un gobierno que proteja “la vida, la propiedad y las libertades individuales”. “Con el fin de cumplir con las condiciones requeridas por Estados Unidos para mantener la independencia de Cuba y proteger a su pueblo, así como para su propia defensa –señala asimismo el documento– el gobierno de Cuba venderá o alquilará a Estados Unidos el territorio necesario para el establecimiento de depósitos de carbón o de estaciones navales en algunos puntos determinados (…)”. Así nace la base de Guantánamo. Interviniendo en su política interior, sus instituciones, su sistema electoral, su régimen impositivo, Estados Unidos injirió militarmente en Cuba en 1906, 1912 y 1917. Protectorado estadounidense hasta 1934, será dominada luego por gobiernos sin poder real.
A principios del siglo XX, las fuerzas armadas estadounidenses desembarcan en México, Guatemala, Nicaragua, Colombia, Ecuador. El presidente William Taft declara en 1912: “El hemisferio todo nos pertenecerá, como de hecho, ya nos pertenece moralmente, por la virtud de la superioridad de nuestra raza”. 
A cambio de 10 millones de dólares, el Tratado Hay-Bunau Varilla  le concede el uso a perpetuidad del canal de Panamá y de una zona de ocho kilómetros en cada una de sus orillas, así como la total soberanía sobre este conjunto. Su artículo 6 confiere derechos especiales a Washington en tiempos de guerra, que convierten virtualmente a Panamá, desde el punto de vista militar, en un nuevo Estado de la Unión.
En Nicaragua, Estados Unidos intervino militarmente en 1912 para vencer la resistencia de los liberales, que se negaban a contraer con Estados Unidos un préstamo que traía aparejado el establecimiento del control financiero estadounidense en Nicaragua. Instalado en el poder, el presidente Adolfo Díaz contrae el préstamo otorgando los ingresos aduaneros como garantía y aceptando un supervisor general estadounidense de aduanas, designado por los banqueros de Nueva York con la aprobación del Departamento de Estado. De aquí data la instalación en Managua de una guarnición estadounidense que se mantuvo durante trece años, de 1912 a 1925.
En Honduras, Estados Unidos interviene en 1903, 1905, 1919 y 1924 para “restablecer el orden”. En República de Haití, tras su desembarco al frente de una fuerza expedicionaria en Puerto Príncipe, el almirante William B. Caperton impuso al gobierno una convención cuyas cláusulas ponían la administración civil y militar, las finanzas, las aduanas y el banco estatal (reemplazado por el National City Bank) en manos de los estadounidenses. Para vencer la resistencia, Caperton proclamó la ley marcial en todo el territorio. La misma ley marcial impuesta en República Dominicana, donde la Convención del 8 de febrero de 1907 permite a los Estados Unidos administrar las aduanas y distribuir sus ingresos entre los acreedores extranjeros.
En 1934, el demócrata Franklin D. Roosevelt reemplazará esta política del “garrote” por la del “good neighbourhood” (buena vecindad). La Conferencia para el mantenimiento de la paz (Buenos Aires, 1936) y la octava Conferencia de los Estados Americanos (Lima, 1938) reafirman la soberanía absoluta de cada país. Pero, durante la etapa de los protectorados, Estados Unidos logró organizar regímenes autoritarios estables, con el apoyo de las fuerzas armadas locales, consagrados a sus intereses. La buena vecindad se traducirá pues en el apoyo a los dictadores Rafael Leónidas Trujillo en República Dominicana, Juan Vicente Gómez en Venezuela, Jorge Ubico en Guatemala, Tiburcio Carias en Honduras, Fulgencio Batista en Cuba, y a la dinastía de los Somoza en Nicaragua.

## Aceptación y rechazo de la tesis del destino manifiesto
El destino manifiesto no fue una tesis abrazada por toda la sociedad estadounidense. Las diferencias dentro del propio país acerca del objetivo y consecuencias de la política de expansión determinaron su aceptación o resistencia.
Los estados del noreste creían mayoritariamente que Estados Unidos debía llevar su concepto de «civilización» por todo el continente mediante la expansión territorial. Además, para los intereses comerciales estadounidenses, la expansión ofrecía grandes y lucrativos accesos a los mercados extranjeros y permitía así competir en mejores condiciones con los británicos. El poseer puertos en el Pacífico facilitaría el comercio con Asia.
Los estados del sur pretendían extender la esclavitud. Nuevos estados esclavistas reforzarían el poder del sur en Washington y servirían también para colocar a la creciente población de esclavos. 
Este conflicto norte-sur se puso de manifiesto con la cuestión de la entrada de Texas en la Unión y fue una de las principales causas de la futura Guerra de Secesión.
También había grupos políticos que veían peligrosa la extensión territorial desmesurada; creían que su sistema político y la formación de una nación serían difícilmente aplicables en un territorio tan extenso. Esta posición era defendida tanto por algunos líderes de los Whigs como por algunos Demócratas-republicanos expansionistas, que discutían sobre cuánto territorio debía ir adquiriéndose.
Otro punto de discusión fue el empleo de la fuerza. Algunos líderes políticos (cuyo máximo exponente fue James K. Polk) no dudaban en intentar anexionarse el mayor territorio posible aun a riesgo de desencadenar guerras (como de hecho pasó) con otras naciones. Otros se opusieron (aunque tímidamente) al uso de la fuerza, basándose en que los beneficios de su sistema bastarían por sí solos para que  los territorios se les unieran voluntariamente.
Se puede decir que los propios partidarios del «destino manifiesto» formaban un grupo heterogéneo y con diferentes intereses.